# Liste der Monuments historiques in Abbévillers
Die Liste der Monuments historiques in Abbévillers führt die Monuments historiques in der französischen Gemeinde Abbévillers auf.

## Liste der Immobilien
| Bezeichnung        | Beschreibung                                                 | Standort             | Kennzeichnung | Schutzstatus | Datum | Bild           |
| ------------------ | ------------------------------------------------------------ | -------------------- | ------------- | ------------ | ----- | -------------- |
| Monument aux morts | Gefallenendenkmal, 1920/21 errichtet, Bildhauer Armand Bloch | 35 Grande Rue (Lage) | PA25000094    | Inscrit      | 2022  | weitere Bilder |